# 김영선 (1932년)
김영선(1932년 5월 10일~2011년 7월 15일)은 대한민국의 군인 출신 정치인이다. 제11·12·13대 국회의원을 지냈다.

## 학력
- 육군사관학교 7기 수료

## 역대 선거 결과
|  | 57.44% |

|  | 48.71% |

|  | 53.01% |

## 미디어 매체
- 김법래 - 2024년 영화 《행복의 나라》

## 같이 보기
- 가평군·양평군
- 가평군의 국회의원
- 남양주군·양평군
- 남양주시의 국회의원
- 양평군의 국회의원